# Stara Góra (przystanek kolejowy)
Stara Góra – zlikwidowany przystanek kolejowy i ładownia w Starej Górze na linii kolejowej Krzelów – Leszno Dworzec Mały, w powiecie górowskim, w województwie dolnośląskim, w Polsce.